# مراجعات الجين
مراجعات الجين (بالإنجليزية: GeneReviews)‏ هيَ قاعدة بيانات عبر الإنترنت تَحتوي على سِجلات معيارية لِمراجعة الأقران التي تصف أمراض وِراثية مُعينة، تَأسست عام 1997م كَـ(GeneClinics) بواسطة روبرتا بيجن (جامعة واشنطن) بِتمويل مِن معاهد الصحة الوطنية الأمريكية. تَهتم مراجعات الجين في المَقام الأول باضطرابات الجين الواحد، حيثُ توفر معلومات مُحددة حولَ الاضطراب تساعد في تشخيص الاضطراب والتَعامل مَعه، كَما تساعد في تقديم المشورة الوراثية (الجينية)، وقد تمَ تضمين روابط خاصة بأمراض مُحددة في كُل سِجل من السَجلات المُتاحة، ويتم نَشر قاعدة البَيانات على مَوقع المركز الوطني لمعلومات التكنولوجيا الحيوية، ويتم تحديث السِجلات كُل سنتين أو ثلاث سنوات حسب الحاجة، ويتم تنقيحها في حال حدوث تغيرات كَبيرة في المعلومات ذات الصِلة بالأغراض السريرية. السِجلات قابلة للبحث عن طريق المؤلف، أو العنوان، أو الجينات، أو اسم المرض أو البروتين، وهيَ مُتوفرة بشكل مَجاني.

## المَراجع
1. ↑  Pagon، Roberta A.؛ Tarczy-Hornoch، Peter؛ Baskin، Patricia K.؛ Edwards، Joseph E.؛ Covington، Maxine L.؛ Espeseth، Miriam؛ Beahler، Christine؛ Bird، Thomas D.؛ Popovich، Bradley (2002). "GeneTests-GeneClinics: Genetic testing information for a growing audience". Human Mutation. ج. 19 ع. 5: 501–9. DOI:10.1002/humu.10069. PMID:11968082.
2. ↑  "GeneReviews". مؤرشف من الأصل في 2009-05-29. اطلع عليه بتاريخ 2013-06-13.

## رَوابط خارِجية
- المَوقع الرسمي لِمراجعات الجين.